# شاي مضغوط

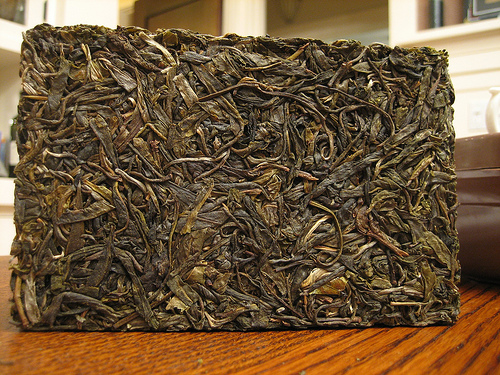
قطعة من شاي بوير المضغوط. يمكن رؤية الأوراق الفردية على سطحه.

الشاي المضغوط (باليابانية: 緊圧茶) (بالإنجليزية: Compressed tea)‏، والذي يُعرف باسم قوالب الشاي، أو كعكات الشاي أو كتل الشاي أو قطع الشاي -وذلك حسب شكلها وحجمها- هي عبارة عن قطع من أوراق الشاي الأسود، أو الشاي الأخضر، أو الشاي المُخمّر، سواء كانت كاملة أو مطحونة، يتم تعبئتها في قوالب وضغطها لتأخذ شكل كتلة.
كان الشاي المضغوط الشكل الأكثر إنتاجاً واستخداماً في إعداد الشاي في الصين القديمة قبل أسرة مينغ. وعلى الرغم من أن قوالب الشاي أصبحت أقل شيوعاً في العصر الحديث، إلا أن العديد من أنواع الشاي المُخمّر، مثل البوير (pu-erh)، لا تزال منتشرة وشائعة على شكل قوالب وأقراص وأشكال مضغوطة أخرى.
يمكن تحويل قوالب الشاي إلى مشروبات مثل الشاي العادي أو تناولها كطعام، كما استُخدمت في الماضي كشكل من أشكال العملة.

## نبذة

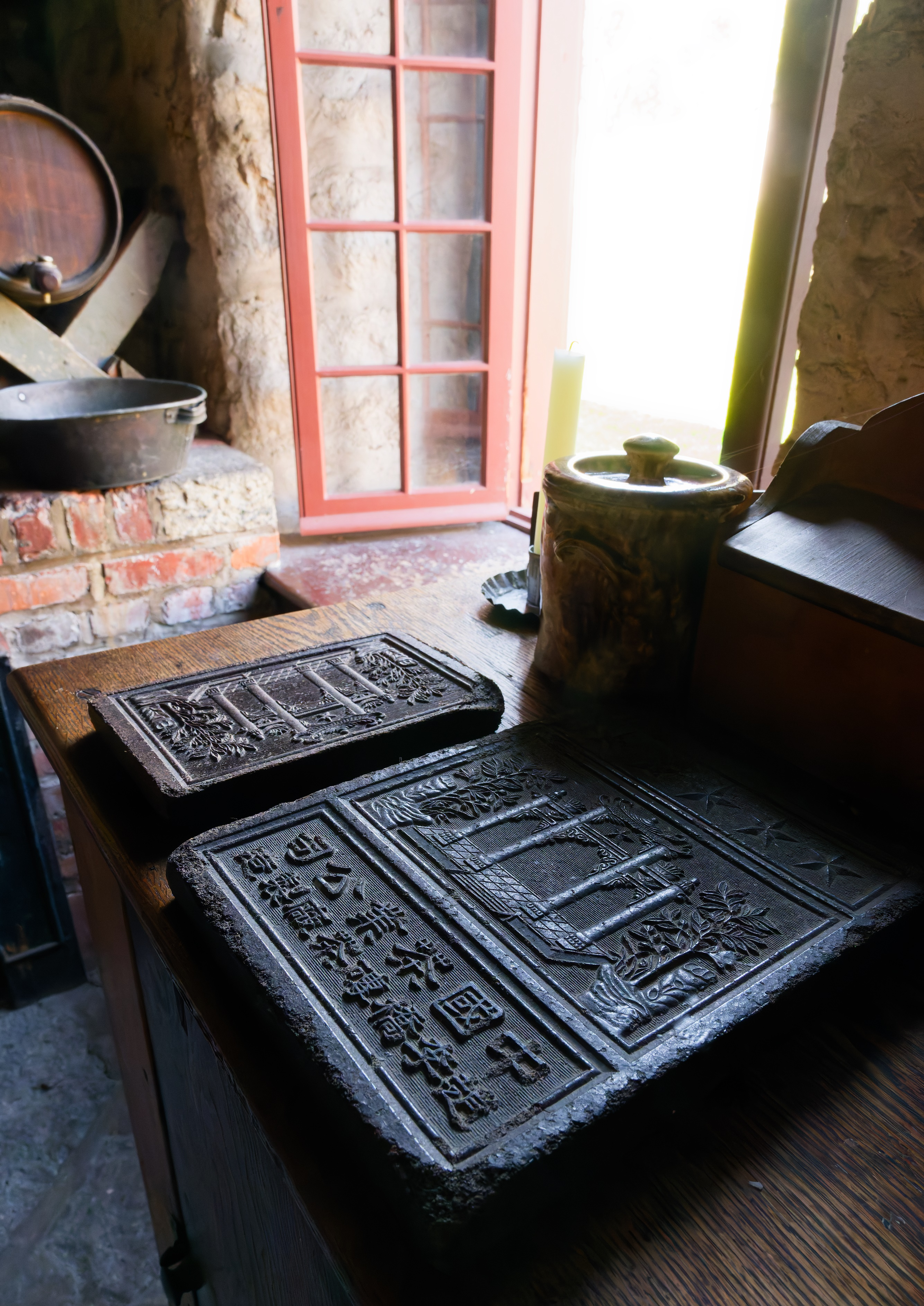
قوالب الشاي المعروضة في حصن إيري القديم

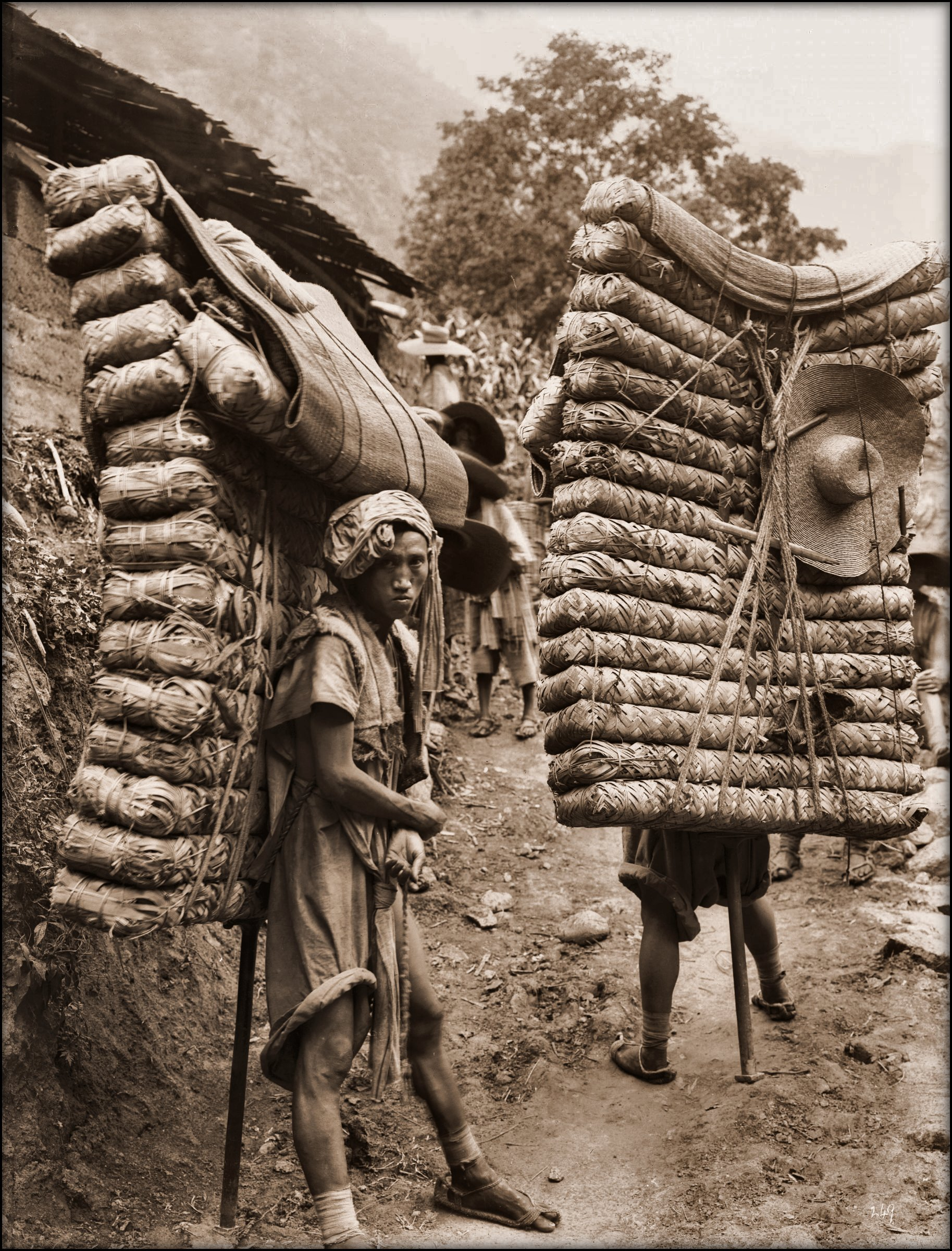
حمالون يحملون "شاي الطوب" في صورة من عام 1908 بعدسة عالم النبات إرنست هنري "الصيني" ويلسون

في الصين القديمة، كان يتم عادة صنع الشاي المضغوط باستخدام أوراق الشاي المجففة والمطحونة بالكامل والتي يتم ضغطها في قوالب و أشكال مختلفة، وكانت تستخدام الأوراق المجففة جزئيًا والأوراق الكاملة أيضًا. كما تم خلط بعض قوالب الشاي المضغوط مع مواد رابطة مثل الدقيق أو الدم أو السماد للحفاظ على شكلها بشكل أفضل حتى تتمكن من تحمل الاستخدام المادي كعملة. تُركت بعد ذلك قوالب الشاي المُشكَّلة حديثًا لتتصلب وتجف وتتقدم في العمر قبل بيعها أو تداولها. كانت قوالب الشاي مفضلة في التجارة الآسيوية قبل القرن التاسع عشر لأنها كانت أكثر تماسكا وأقل عرضة للتلف المادي من أوراق الشاي السائبة. كان هذا مهمًا أثناء نقل قوالب الشاي المضغوط بواسطة القوافل على طريق الشاي والخيول.
لا تزال قوالب الشاي المضغوط تُصنع حاليًا لشربها، كما هو الحال مع شاي بو-إير (pu-erh)، وكذلك لمنحها كهدايا تذكارية، على الرغم من أن معظم الشاي المضغوط المنتج في العصر الحديث يكون مصنوعًا من أوراق كاملة. يمكن أن يتخذ الشاي المضغوط أشكالاً تقليدية مختلفة، وما يزال يتم إنتاج الكثير منها حتى الآن. يسمى الشاي المضغوط على شكل قبة والذي يبلغ وزنه 100 جرام (الحجم القياسي) ببساطة توتشا (沱茶) (tuóchá )، والتي يعني "شاي عش الطائر" أو "شاي الوعاء". الشاي المضغوط على شكل قبة بها غمازة أسفلها تكفي لصنع إبريق أو كوب واحد من الشاي تسمى شياو توتشا (小沱茶) (xiǎo tuóchá) شياو تعني "صغير"، وهذا الشاي يزن عادة من 3 جرام إلى 5 جرام. القطعة الأكبر حجمًا التي قد تزن حوالي 357 جرامًا، والتي قد تكون عبارة عن قرص به غمازة، تسمى بينغشا (bǐngchá) (حرفيًا "شاي البسكويت" أو "شاي الكعكة"). الشاي المضغوط على شكل طوبة كبيرة مسطحة ومربعة يسمى فانجشا (fāngchá) (حرفيًا "الشاي المربع").
لإنتاج قالب الشاي، يتم أولاً تبخير الشاي المطحون أو الكامل، ثم وضعه في أحد أنواع المكابس وضغطه ليتصلب. قد تترك هذه المكابس بصمة مقصودة على الشاي، مثل تصميم فني أو ببساطة نمط القماش الذي تم ضغط الشاي به. يتم ترطيب العديد من قوالب الشاي المسحوق بماء الأرز أثناء الضغط للتأكد من أن مسحوق الشاي يلتصق ببعضه البعض. ثم تترك كتل الشاي المضغوطة لتجف في المخزن حتى تتبخر درجة مناسبة من الرطوبة.

## الاستهلاك

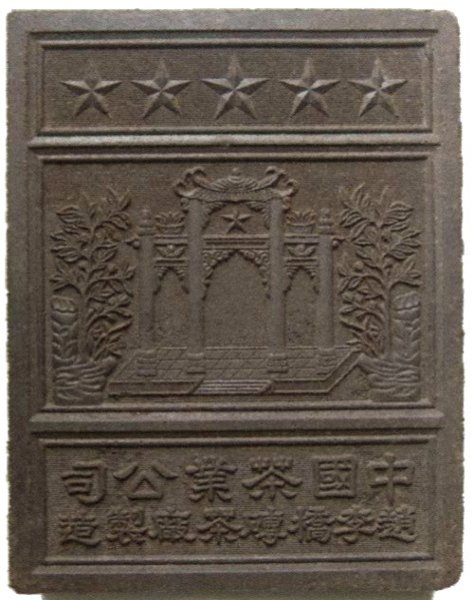
طوبة من خوبى المضغوط (米磚茶) مصنوع من الشاي الأسود المطحون

بسبب كثافة قطع الشاي المضغوط وصلابتها، كان يتم استهلاكها بعد كسرها إلى قطع صغيرة وغليها. في عهد أسرة تانغ، كان يتم تناولها عن طريق طحنها إلى مسحوق ناعم. يمكن رؤية إرث استخدام مكعبات الشاي في شكل مسحوق في بودرة شاي الماتشا اليابانية الحديثة بالإضافة إلى أوراق الشاي المسحوقة المستخدمة في شاي لي (擂茶) الذي يتناوله شعب الهاكا وبعض الناس في مقاطعة هونان.

### في الشراب
في الصين القديمة كان استخدام قوالب الشاي يتضمن ثلاث خطوات منفصلة:
1. التحميص: يتم كسر قطعة من قالب الشاي وتحميصها فوق النار عادة. ربما كان يتم القيام بذلك لتطهير طوبة الشاي وتدمير أي عفن ربما طالها عندما تم تخزين الشاي بدون غطاء في المستودعات والمخازن أو في جرار مغطاة تحت الأرض. كما أن التحميص يضفي نكهة لطيفة على المشروب.
2. الطحن: كان يتم تكسير لبنة الشاي المحمصة وطحنها إلى مسحوق ناعم.
3. الخفق: كان يخلط الشاي المسحوق في الماء الساخن ويتم خفقه بالمخفقة قبل التقديم. تم الاستمتاع باللون والأنماط التي شكلها الشاي المسحوق أثناء شرب الخليط.

في العصر الحديث، يتم تقطيع أو تفتيت قوالب الشاي من نوع بو إير ونقعها مباشرة بعد شطفها جيدًا؛ وأصبحت عملية التحميص والطحن والخفق لصنع الشاي من قوالب الشاي غير شائعة.
شاي تيوكتشا (떡차) أي شاي الكعك، ويسمى أيضًا بيونغشا (병차)، كان النوع الأكثر إنتاجًا واستهلاكًا في كوريا ما قبل الحديثة. الشاي المضغوط المصنوع على شكل يوبجيون، أي العملات المعدنية ذات الثقوب، كان يسمى دونشا (돈차)، جيونتشا (전차) أو تشيونغتايجون (청태전). سمي شاي بوريم تشا (보림차) أو بوريم-باينجمو-تشا (보림백모차) على اسم موطنه الأصلي، معبد بوريم في جانجهونج في مقاطعة جولا الجنوبية.

### في الطعام
كانت قطع الشاي المضغوط تستخدم كنوع من الطعام في أجزاء من آسيا الوسطى والتبت وكذلك في العصر الحديث. في التبت، يتم كسر قطع الشاي من قوالب الشاي، ويتم غليها طوال الليل في الماء، وأحيانا مع الملح. يتم بعد ذلك خلط الشاي المركز الناتج مع الزبدة أو الكريمة أو الحليب وقليل من الملح لصنع شاي الزبدة وهو عنصر أساسي في المطبخ التبتي.
الشاي المخلوط مع دقيق التسامبا يسمى باه. يتم عجن أجزاء فردية من الخليط في وعاء صغير، وتشكيلها على شكل كرات وتناولها. بعض مدن محافظة فوكوي في اليابان لديها طعام يشبه التسامبا، حيث يتم خلط الشاي المركز مع دقيق الحبوب. ومع ذلك، قد يكون الشاي مصنوعًا من مكعبات الشاي أو لا.
في أجزاء من منغوليا وآسيا الوسطى، يتم تناول خليط من قوالب الشاي المطحونة ودقيق الحبوب والماء المغلي مباشرة. ويقال أن تناول الشاي كاملاً يوفر الألياف اللازمة والتي يفتقر إليها النظام الغذائي عادةً.

## الاستخدام كعملة

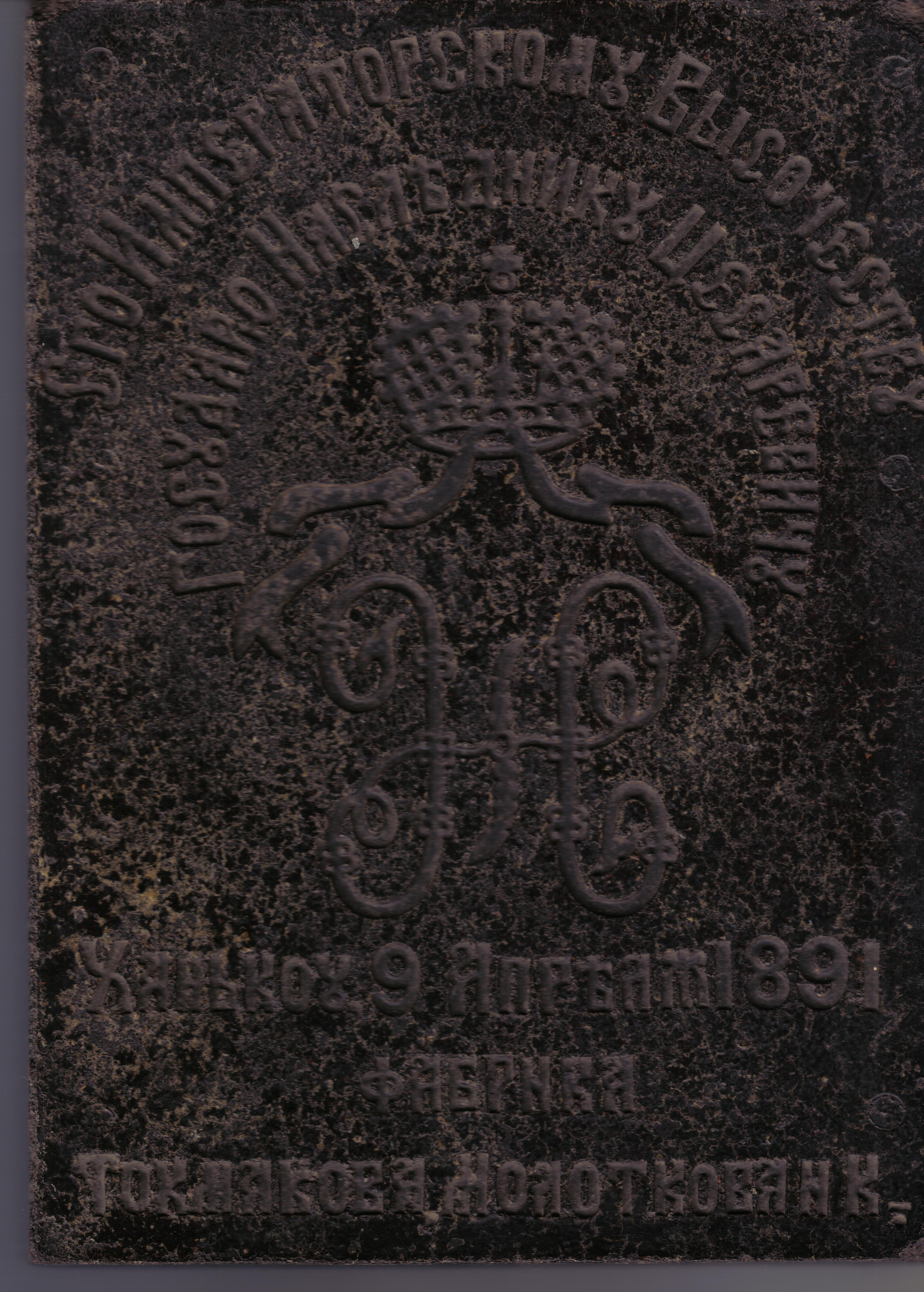
قالب من الشاي المضغوط تم تقديمه إلى القيصر نيكولاس الثاني عام 1891

بسبب ارتفاع قيمة الشاي في العديد من أجزاء آسيا، تم استخدام قوالب الشاي المضغوط كنوع من العملة في جميع أنحاء الصين والتبت ومنغوليا وآسيا الوسطى . وهذا يشبه إلى حد كبير استخدام الطوب الملحي كعملة في أجزاء من أفريقيا. كانت الشاي على شكل طوب المفضل لاستخدامه كعملة مقارنة بالعملات المعدنية بالنسبة للبدو في منغوليا وسيبيريا. لم يكن من الممكن استخدام الشاي كأموال فقط أو تناوله كطعام في أوقات الجوع، بل كان يُصنع أيضًا كدواء مفيد لعلاج السعال ونزلات البرد. كانت قوالب الشاي إلى حدود الحرب العالمية الثانية تستخدم كنوع من العملة الصالحة للأكل في سيبيريا.
كان يتم إنتاج قوالب الشاي المخصصة للتبت بشكل رئيسي في منطقة ياآن (ياتشو فو سابقًا) في مقاطعة سيتشوان. تم إنتاج الطوب بخمس جودات متباينة وتم تقييمه وفقًا لذلك. كان طوب الشاي المضغوط الذي كان يستخدم على نطاق واسع كعملة في أواخر القرن التاسع عشر وأوائل القرن العشرين هو الطوب من الدرجة الثالثة الذي أطلق عليه التبتيون اسم "برجياد با" ("الثامن")، لأنه كان في وقت من الأوقات يساوي ثمانية تانكا تبتية (عملة فضية قياسية في التبت تزن حوالي 5.4 رطل). جرام) في لاسا. كما تم تصدير هذا النوع من طوب الشاي من التبت إلى بوتان ولاداخ.

## الأنواع
يأتي الشاي المضغوط بعدة أشكال تقليدية، منها:
التوتشا (沱茶 / tuóchá): قطعة على شكل قبة تزن 100 جرام

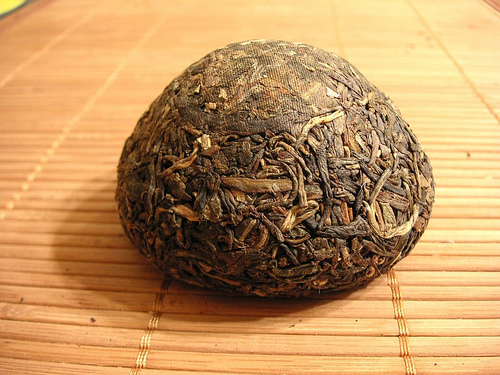
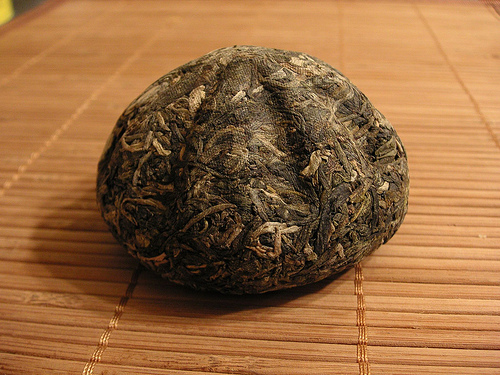
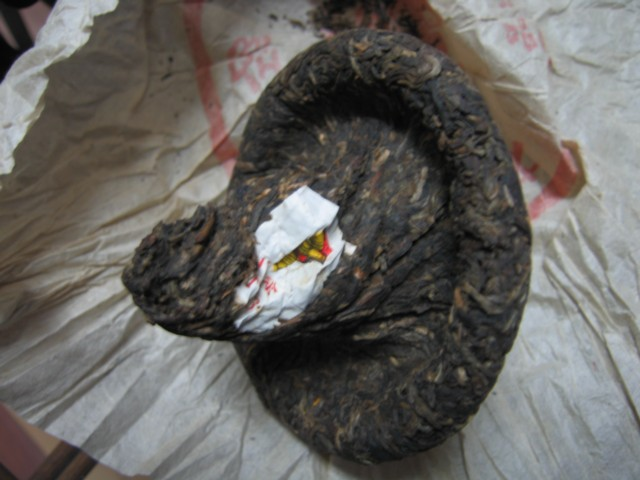

شياو توتشا (小沱茶 / xiǎo tuóchá): قطعة صغيرة تزن 3-5 جرامات تكفي لكوب واحد

بينغتشا (饼茶 / bǐngchá): قرص كبير يزن حوالي 357 جرام

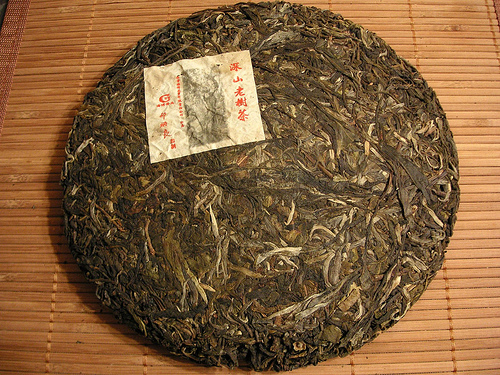
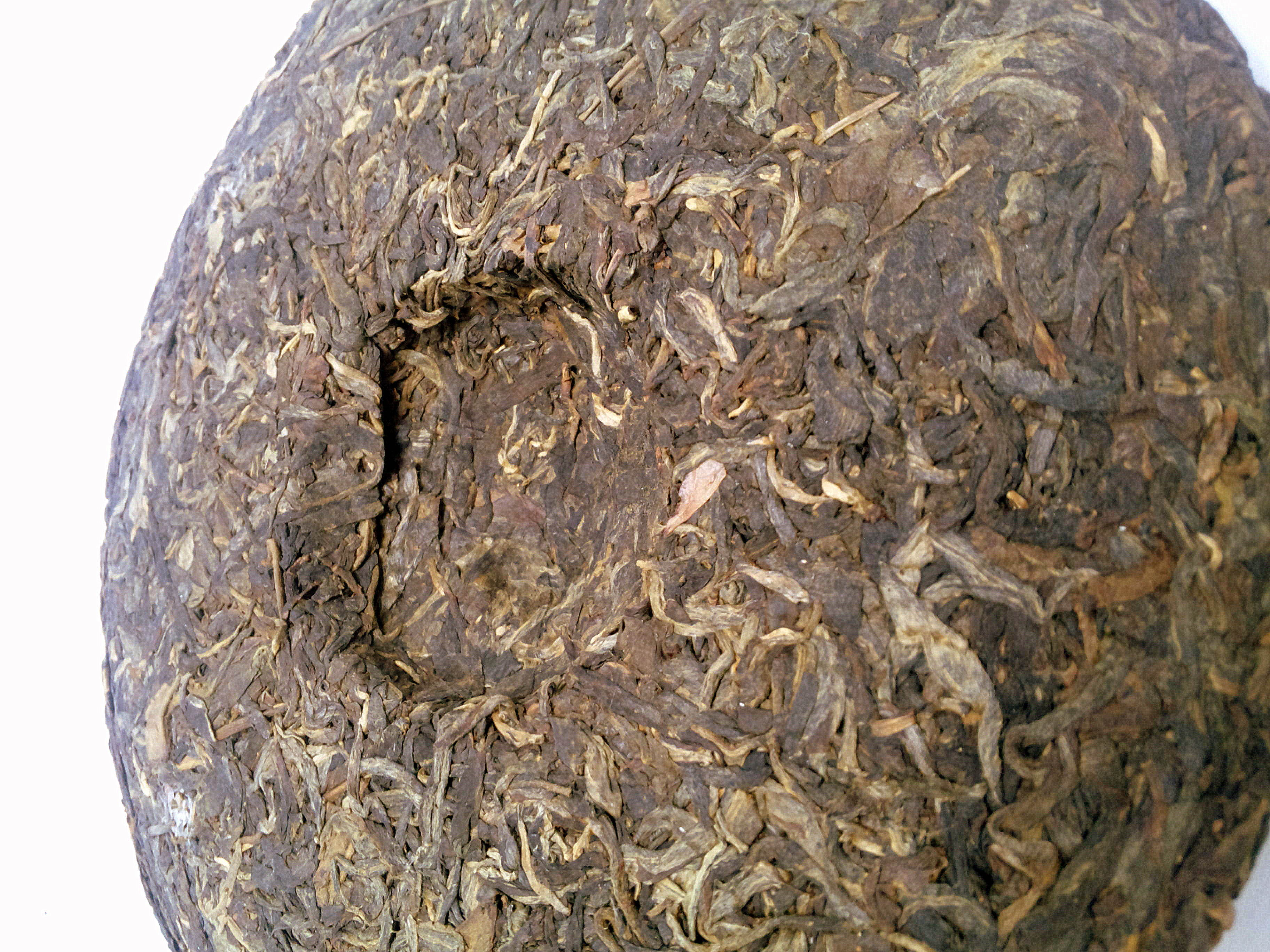

فانغتشا (方茶 / fāngchá): قالب مربع مسطح

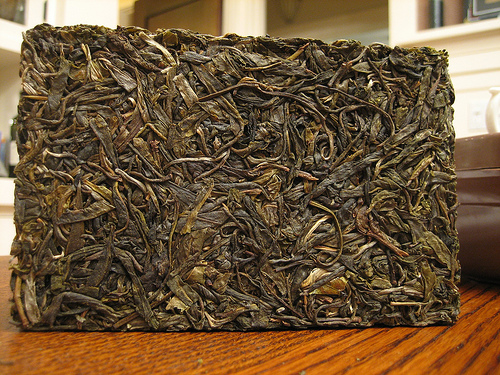
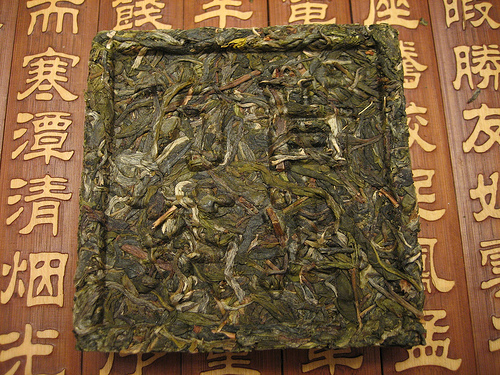

## مراحل صناعة الشاي المضغوط
يمر الشاي المضغوط، المعروف باسم شاي البوير، بعمليتين رئيسيتين تشملان المعالجة الأولية والمعالجة النهائية لتحويل أوراق الشاي الطازجة إلى كعكات شاي مضغوطة. فيما يلي تفاصيل المراحل المختلفة لإعداد الشاي المضغوط:

#### 1. قطف أوراق الشاي
تبدأ العملية بقطف الأوراق الطازجة يدويًا من أشجار الشاي خلال فصلي الربيع والخريف عندما تكون الظروف الجوية مثالية. يتم اختيار أول أربع إلى خمس أوراق مع البراعم بحرص لتجنب الأكسدة المفرطة.

#### 2. تجفيف الأوراق
تُفرد الأوراق التي تم قطفها في طبقة رقيقة على حصائر من الخيزران لتجف بشكل طبيعي، مما يساعد على تقليل الرطوبة وإعدادها للخطوات التالية.

#### 3. قتل الإنزيمات
في هذه المرحلة، تُحمص الأوراق في مقلاة حديدية ساخنة باستخدام الحطب، مما يؤدي إلى تدمير معظم الإنزيمات المسؤولة عن الأكسدة.

#### 4. لف الأوراق
بعد التحمير، تُلف الأوراق يدويًا أو باستخدام آلات لفك أليافها، مما يساعد في تحسين مذاقها ورائحتها أثناء النقع لاحقًا.

#### 5. تجفيف الأوراق تحت الشمس
يُعتبر التجفيف تحت الشمس خطوة أساسية حيث يحتفظ الشاي ببعض الإنزيمات والرطوبة اللازمة لعملية النضج الطبيعي للشاي على المدى الطويل.

#### 6. إزالة الأوراق الصفراء
بعد التجفيف، يتم فرز الأوراق لإزالة الأوراق القديمة والصفراء التي تؤثر على جودة الشاي ومظهره العام.

#### 7. ضغط قوالب الشاي
يتم وزن الشاي ووضعه في أسطوانات معدنية، ثم يُبخر لتليين الأوراق، قبل ضغطها في قوالب هيدروليكية لإنتاج كعكات الشاي التقليدية أو أشكال أخرى.

#### 8. تغليف قوالب الشاي
تُغلف القوالب بورق تقليدي مصنوع من لب أشجار التوت، مع كتابة معلومات مثل تاريخ الإنتاج والأصل على الغلاف.

#### 9. تعبئة القوالب في أنابيب الخيزران
تُجمع القوالب في مجموعات تُلف بأوراق الخيزران وتُربط بألياف صلبة، مع وضع علامات تعريفية على الأغلفة.

#### 10. معالجة الخيزران بالنار
في المرحلة الأخيرة، يتم حرق الأغلفة المصنوعة من الخيزران بسرعة لتعقيمها وإزالة أي شوائب أو رطوبة قد تؤثر على جودة الشاي أثناء التخزين.

## التأثيرات الصحية
تتراكم مادة الفلور في أنسجة جميع نباتات الشاي بكمية معينة. يمكن أن تتراكم كميات كبيرة من هذا العنصر في قوالب الشاي المصنوعة من أوراق الشاي القديمة والسيقان، مما قد يجعلها غير آمنة للاستهلاك بكميات كبيرة أو لفترات طويلة. وقد أدى استخدام مثل هذا النوع من الشاي إلى الإصابة بالفلوروسيس، وهو شكل من أشكال التسمم بالفلورايد الذي يؤثر على العظام والأسنان، في المناطق التي يكثر فيها استهلاك شاي الطوب مثل التبت.

## روابط خارجية
- أموال الشاي في الصين. كين بريسيت.